# Branko Ćopić

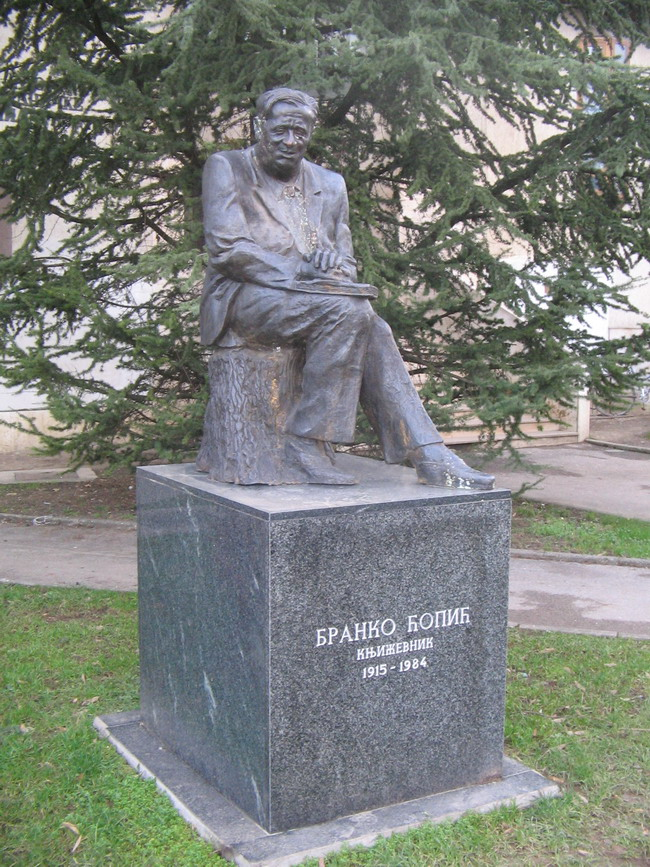
Socha Branka Ćopiće

Branko Ćopić (srbskou cyrilicí Бранко Ћопић, 1. ledna 1915, Hašani – 26. března 1984, Bělehrad) byl bosenskosrbský a jugoslávský spisovatel a básník původem z Bosny a Hercegoviny.

## Život
Základní školu vystudoval ve svém rodišti, gymnázium pak v Bihaći. V dalších studiích pokračoval v Banja Luce a Sarajevu. Svoji první povídku vydal v roce 1928. Studia filozofie zakončil v roce 1940 na Bělehradské univerzitě. V době německé agrese na Jugoslávii v dubnu 1941 se aktivně podílel na obraně země poblíž města Mrkonjić Grad. Později se přidal ke komunistickému partyzánskému hnutí, které bojovalo jak s německými okupanty, tak chorvatským ustašovským režimem a srbskými nacionalisty. V řadách partyzánů pracoval spolu se svým přítelem Skenderem Kulenovićem jako válečný zpravodaj. Postupem času se zařadil mezi nejaktivnější bojovníky národně osvobozeneckého hnutí.
Jeho díla byla přeložena do mnoha světových jazyků, například do angličtiny, němčiny, francouzštiny a ruštiny. Byl členem Srbské akademie věd a umění (SANU) a Akademie věd a umění Bosny a Hercegoviny (ANUBiH). Většinu života prožil v Bělehradě, často ale cestoval po celé Jugoslávii. Svůj život zakončil sebevraždou, a to skokem z mostu Bratrství a jednoty přes Sávu v Bělehradě 26. března 1984.

## Díla
Práce Branka Ćopiće, mezi nimiž nechybí povídky ani rozsáhlé romány, se zabývají především vesnickým životem v autorově rodném kraji, mentalitou místních lidí a jejich problémy. Vedle toho psal i satirické práce. Mnohá z jeho děl byla i zfilmována a přeložena do mnoha jazyků, včetně češtiny. Jako realistický autor získal značný ohlas, jeho díla měla značný ohlas u čtenářského publika. Za svůj přínos jihoslovanské literatuře Ćopić získal několik ocenění, např. cenu AVNOJe a Njegošovu cenu. Jeho portrét byl vyobrazen i na bosenskohercegovinské bankovce v hodnotě 0,50 konvertibilních marek.
Do světa literatury Ćopić vstoupil sbírkami povídek, které začaly vycházet již před válkou (Pod Grmečem, 1938; Bojovníci a zběhové, 1939). V jeho pozdější tvorbě převládaly romány, mezi nimi Průlom (Prolom) z roku 1952, Neslyšitelný střelný prach (Gluvi barut) z roku 1957 (oba dva věnované událostem druhé světové války), Netruchli, bronzová stráži (Ne tuguj, bronzana stražo), kterou napsal v roce 1958. Posledním z významných románů pak je Osmá ofenzíva (Osma ofanziva), která spatřila světlo světa roku 1966.